# Officine Barosso
Officine Barosso war ein italienischer Hersteller von Automobilen.

## Unternehmensgeschichte
Das Unternehmen aus Novara begann 1923 mit der Produktion von Automobilen. 1924 endete die Produktion.

## Fahrzeuge
Das einzige Modell war ein Cyclecar. Für den Antrieb sorgte ein Einzylindermotor mit 495 cm³ Hubraum. Das Getriebe verfügte über zwei Vorwärts- sowie einen Rückwärtsgang und wurde über Pedale geschaltet. Die Karosserie bot Platz für zwei Personen.